# Qarawat Bani Hassan
Qarawat Bani Hassan (àrab: قراوة بني حسان, Qarāwat Banī Ḥassān) és un municipi palestí de la governació de Salfit, a Cisjordània, 7 kilòmetres al nord-oest de Salfit i a 30 kilòmetres al sud-oest de Nablus. Segons l'Oficina Central Palestina d'Estadístiques tenia 3.801 habitants el 2007. La seva àrea és de 9.684 dúnams, dels quals 507 dúnams són sòl edificat. Des dels Acords d'Oslo II de 1995 el 10.7% de la seva jurisdicció municipal està sota administració civil de l'Autoritat Nacional Palestina i la militar sota Israel, mentre que el 89.2% es troba sota control total israelià.

## Arqueologia
S'hi ha trobat terrissa de l'Edat de Ferro, persa, romana d'Orient, romana d'Orient/omeia, omeia/abbàsida, croada/aiúbida i mameluc.
Qarawat Bani Hassan va ser examinat el 1873, i es van trobar diverses restes importants, algunes d'origen romà d'Orient.

### Deir ed-Derb

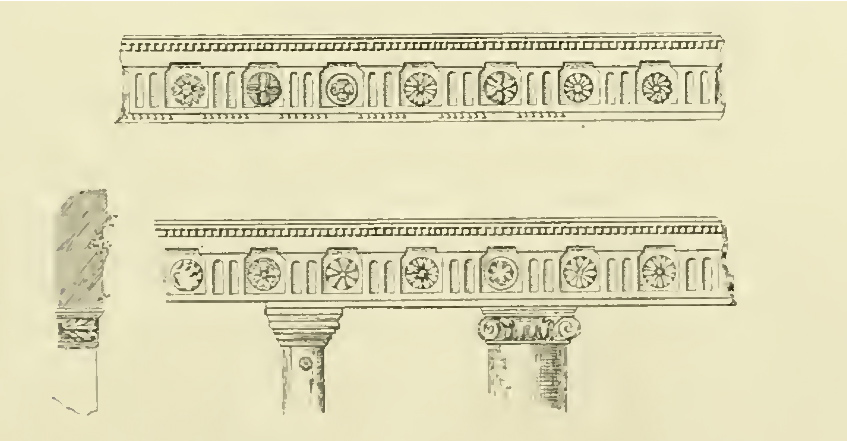
El front de Deir ed Derb, 1873

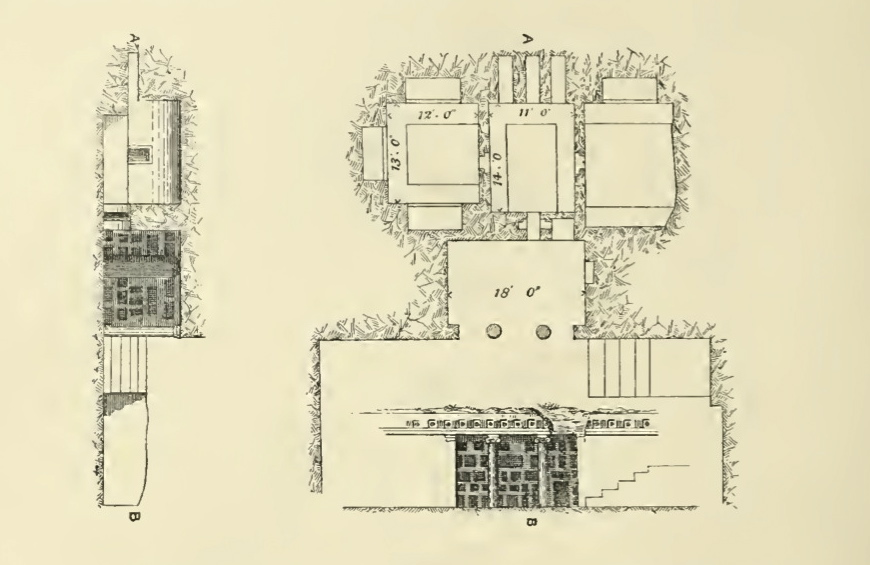
Secció de Deir ed Derb, 1873

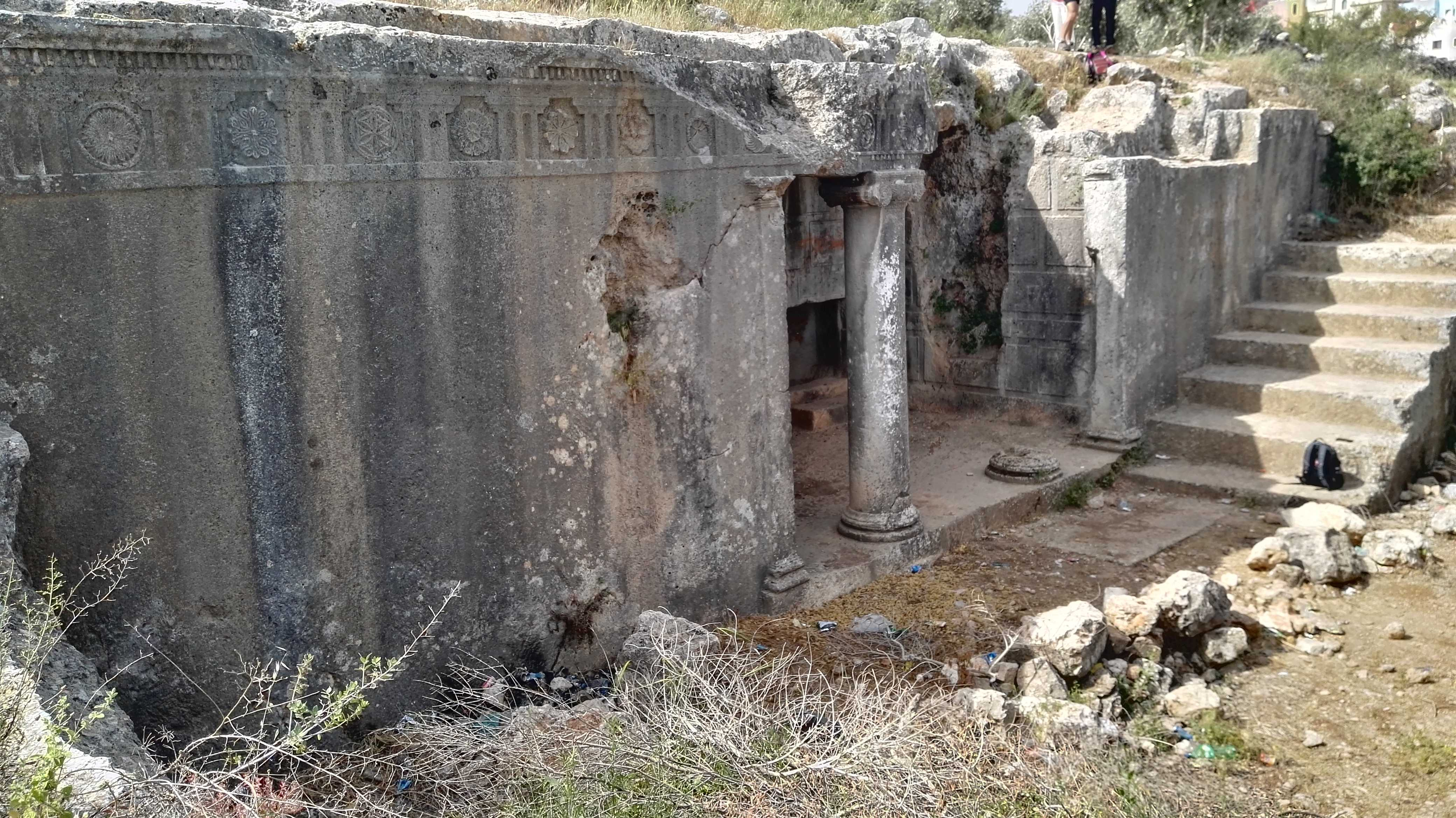
Deir ed Derb, 2017

Al voltant de mitja milla al SE del centre de la vila hi ha Deir ed Derb («el Monestir en la carretera»), descrit com «un dels monuments sepulcrals més bonics del país.» Quan fou visitat en 1873 fou descrit com que tenia tres cambres. El pòrtic tenia uns 50 peus de llarg amb una cornisa d'estil dòric aguantada per dues columnes d'estil jònic i dues pilastres. Hi ha tallats 15 tríglifs i 14 rosetes, i totes les rosetes són decorades de manera diferent. Sembla com si el treball no s'hagués acabat, ja que no s'hi ha esculpit la gota. Les parets del pòrtic són fetes amb maçoneria tallada de manera irregular. L'estructura té gran semblança amb algunes tombes de Jerusalem, datades del segle i.

### Kulat Ferdus
Kulat Ferdus és una torre, situada al centre del poble, i que rep el nom d'un rei la tomba del qual es troba al sud (al costat de Deir ed Derb). En 1873 va ser descrita com deshabitada i en molt bones condicions. La mida era de 40 vegades 45 peus, i de 20 a 30 peus d'altura. Les parets externes tenien 5 peus de gruix, i 1 1/2 a 5 peus de llarg. La cursa eren d'1 peu 8 polzades a 2 peus d'alçada. Les pedres eren de maçoneria elaborada, tallen a 4 polzades d'ample i 1 polzada de profunditat.
S'entrava a l'edifici a través de dues portes al costat est. Hi havia sis cambres a l'interior, prop de 6 vegades 12 peus de mida i amb una volta de mig punt. L'edifici semblava d'origen romà d'Orient, o potser anterior.

### Burj el-Yakhur
Burj el-Yakhur és una torre de dos pisos, situada a la part alta del poble, cap al sud. Les parets són 6-8 peus de gruix. La planta baixa (soterrani) és d'aproximadament 48 vegades 24 peus, 12-15 peus d'alt, i té una volta de canó. A l'esquerra de l'entrada, hi ha una escala que condueix cap amunt, a la primera planta. Segons Pringle, aquesta torre data dels croats.

### Sheikh 'Aly el-Amanat
Situada al lloc d'una mesquita situada al sud-est de la vila. Quan fou examinada en 1873 es va trobar una gran estructura adjunta enfonsada al costat occidental. Part d'aquesta estructura es va usar com a birkeh ("piscina"). Segons Pringle, aquesta mesquita (anomenada Jami al-Umari), data de l'època dels mamelucs.

## Història
Es va dir que Amr ibn al-A'as, un prominent comandant àrab de l'exèrcit del primer califat, va ser ferit a la vila. Segons una tradició local es va plantar un arbre al lloc on es va vessar la seva sang. La tradició fou escrita en la història de la ciutat en 1919. En 1225 el geògraf àrab geographer Yaqut al-Hamawí va afirmar que Qarawat Bani Hassan era "una vila del Districte de Nablus."

### Època otomana
S'hi ha trobat terrissa de la primera època otomana. En 1596, Qarawat Bani Hasan apareix als registres fiscals otomans com a part de la nàhiya de Jabal Qubal al liwà de Nablus. Tenia una població de 13 llars i 3 solters, tots musulmans. Els vilatans pagaven impostos sobre el blat, civada, collites d'estiu, oliveres, cabres i ruscs.

L'explorador francès Victor Guérin va visitar la vila en 1870, i estimà la seva població en 150 habitants. Va descriure la ciutat com en declivi, amb restes d'antics millors temps. Quan es trobava de visita, una esquadra de Baxi bozuqs van detenir 35 vilatans per no haver pagat els impostos i els portà a Nablus. En el Survey of Western Palestine de 1882 la vila (anomenada Kurawa Ibn Hasan) fou descrita com: 
| « | parcialment en ruïnes, però amb evidències qua antigament fou un lloc de gran importància, amb tombes antigues, una d'elles de gran belleses, i torres de pedra. Antigament els nadius li donaren el nom de Sham et Tawil. La petita mesquita de Sheikh 'Aly el 'Amanat es troba aparentment sobre l'absis d'una església. El subministrament d'aigua prové de pous i cisternes. | » |

### Època del Mandat Britànic
En el cens de Palestina de 1922 organitzat per les autoritats del Mandat Britànic de Palestina Qarawat tenia 313 musulmans, que augmentaren a 352 en el cens de 1931 tots musulmans, en un total de 89 llars.
En 1945 la població era de 450 musulmans, mentre que la superfície era de 9,685 dúnams, segons un cens oficial de terra i població. D'aquests, 105 eren per plantacions i terra de rec, 2,820 per cereals, mentre 30 dúnams eren classificats com a sòl edificat.

### Després de 1948
Després de la de la Guerra araboisraeliana de 1948, i després dels acords d'Armistici de 1949, Qarawat va restar en mans de Jordània. Després de la Guerra dels Sis Dies el 1967, ha estat sota ocupació israeliana. En 1986 es va fundar l'assentament israelià de Kiryat Netafim en terres de les viles palestines de Qarawat Bani Hassan i Deir Istiya. En novembre de 2014 Netafim va començar a planar amb bulldozers terres de Qarawat Bani Hassan sota la protecció de les Forces de Defensa d'Israel, en una mesura aparentment dissenyada a estendre l'assentament.